# 三四郎 (表計算ソフト)
三四郎（さんしろう）は、ジャストシステムが開発、販売する表計算ソフトの名称。ソフトウェアとしての「三四郎」は「三四郎くん」（変更後の名称）の発売元エス・エス・ビーの登録商標となっており、一時的に「ジャスト三四六」（ジャストさんよんろく）の名称を使用していた。ジャストシステムは同社から商標の利用許諾を得たことで、再び三四郎の名称に戻された。三四郎の開発は終了し「JUST Calc」へ移行した。

## 概要
MS-DOS時代にバージョン1の開発販売が行われ、その後Microsoft Windows対応ソフトとしてバージョンアップされた。
ジャストシステムが一太郎などの基幹プラットフォーム戦略としてジャストウィンドウを採用したことにより、対応ソフトウェアの拡充の必要性から開発された。市場からの要望で発売されたものではなくDOS時代はロータスのLotus 1-2-3、WindowsではマイクロソフトのMicrosoft Excelより作成表の最大桁数が同ソフトの半分以下と、利便性から同ソフトからのシェアを奪うに至らず、十分に認知されているとはいえない製品である。また、Excel形式の読込や保存が可能であるものの、現在のバージョンに至っても互換性という面では不十分なところが多い。
「三四郎2010」(14)（2010年2月5日発売）から、単体製品としては、通常版のダウンロード版のみとなり、ジャストシステムの直販サイトのみの販売に切り替わった。
「一太郎2012 承 スーパープレミアム」（2012年2月10日発売）からは搭載される表計算ソフトが法人向け製品に搭載されていた「JUST Calc」に置き換えられ、本製品は同梱されなくなった。ただし、「2012 承」以降の「一太郎 スーパープレミアム」購入者にダウンロード提供される「三四郎ファイル一括変換ツール」をインストールすると、「三四郎2010」もインストールされる。

## バージョン
- 三四郎
- ジャスト三四六 Ver.1.1 ※のちに「三四郎 Ver.1.1」と改称
- 三四郎8
- 三四郎9
- 三四郎2005(10)
- 三四郎2007(11)
- 三四郎2008(12)
- 三四郎2009(13)
- 三四郎2010(14)（2010年2月5日発売）

とびとびになっているのは、初期にはジャストシステムの基幹ソフトウェア一太郎とバージョンを合わせていなかったこと、三四郎8以降はその時期の一太郎にバージョン番号をあわせているが、三四郎の発売は一太郎の発売ペースとは合っていないためである。そのため、三四郎が含まれるオフィススイートのバージョン番号よりも若いバージョンであることが度々あった。
また、家庭用統合ソフト「ジャストホーム」に同梱される「三四郎Home」シリーズなど、多くのバリエーションがある。

## JUST Calc
三四郎とのファイル互換性は無いため、Excel形式でファイルのやりとりをする必要がある。個人向けに単体製品は販売されていない。
スーパープレミアムに含まれているパッケージ製品版と法人向けライセンス製品版では微妙に仕様が異なり、アップデータもパッケージ製品とライセンス製品共通のものと、ライセンス製品専用のものとがある。
2015年1月までは法人向けのみがマクロに対応していた（実行のみで編集不可）が、「一太郎2015 スーパープレミアム 30周年記念パック」からは、パッケージ製品版もマクロに対応している。
なお、2014年までのスーパープレミアムで提供されていた製品のマクロ機能の対応は未定となっている。